# Międzyborów
Międzyborów (do 8 maja 1954 Czarny Borek) – wieś w Polsce położona w województwie mazowieckim, w powiecie grodziskim, w gminie Jaktorów.
W latach 1954–1968 wieś należała i była siedzibą władz gromady Międzyborów, po jej zniesieniu w gromadzie Jaktorów. W latach 1975–1998 miejscowość administracyjnie należała do województwa skierniewickiego.

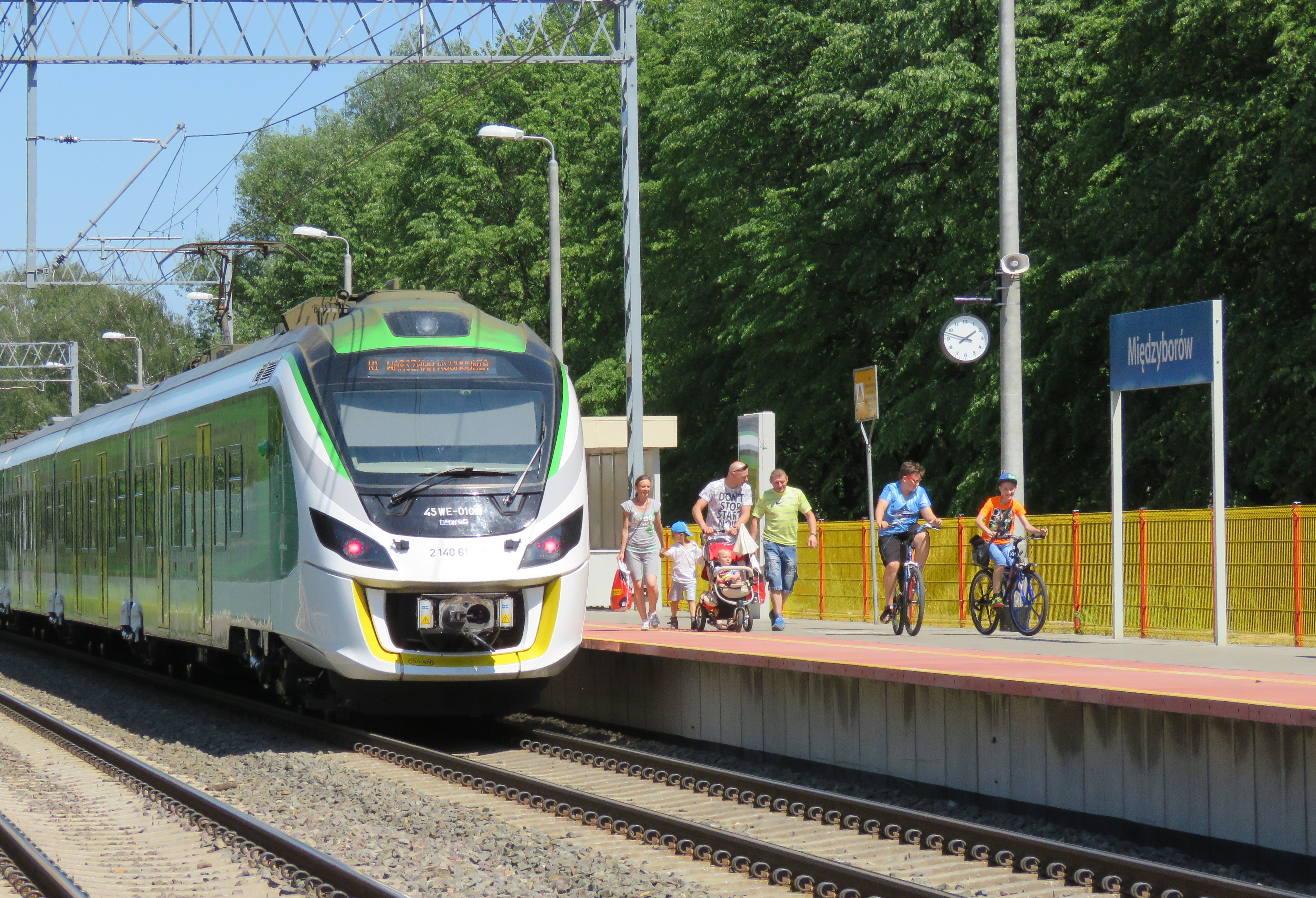
Pociąg Kolei Mazowieckich na stacji w Międzyborowie

W Międzyborowie znajduje się zespół przyrodniczo-krajobrazowy Wydmy Międzyborowskie, wydmy są pozostałością po zlodowaceniu środkowopolskim. Zespół leży na terenie obszaru chronionego krajobrazu (Bolimowsko-Radziejowicki z doliną środkowej Rawki).
We wsi znajduje się stacja kolejowa oraz Zespół Szkół Publicznych. Z międzyborowskiej stacji dojedziemy do pobliskich miejscowości i Warszawy pociągami Kolei Mazowieckich.
Międzyborowie znajduje się siedziba rzymskokatolickiej parafii Przemienienia Pańskiego należącej do dekanatu żyrardowskiego diecezji łowickiej.

## Historia
Ukształtowanie terenu sprzyjało osadnictwu – najstarsze jego ślady to cmentarzysko wczesnośredniowieczne z VI-VII w. n.e. Osada Międzyborów zaczęła się jednak rozwijać dopiero na przełomie XIX i XX w. w związku z powstaniem i rozbudową wielkiej fabryki włókienniczej w Rudzie Guzowskiej – późniejszym Żyrardowie. Międzyborów powstał wokół leśnego osiedla zwanego Czarnym Borkiem. Właścicielem tych terenów był hrabia Potocki. W roku 1908 sprzedał je małżeństwu Zyskin.
Nowi właściciele zaczęli wyrąb lasów i wystarali się o zgodę na budowę stacji kolejowej. Miała się nazywać „Zyskintów”, ale na to władze nie przystały i pozostał Międzyborów. Miejscowe opowieści mówią, że Zyskin zginął pod pociągiem w wypadku kolejowym a wdowa po nim dokonała parcelacji i wyprzedawała działki.
We wrześniu 1923 r. rozpoczęła działalność jednoklasowa szkoła w sąsiednim Bieganowie. W lipcu 1936 r. poświęcono kamień węgielny pod budowę nowego obiektu szkolnego w Międzyborowie, a już w grudniu budynek był pod dachem. W ciągu następnych lat szkołę modernizowano i rozbudowywano, dziś jest to Zespół Szkół Publicznych.
W Międzyborowie od 1943 roku działała drużyna 3 Plutonu Młodzieżowego 7 Kompanii AK. Dowódcami byli ppor. Eugeniusz Soból pseudonim „Sól” następnie ppor. Stanisław Lipiec ps. „Lot”. Mirosław Malik ps. „Zawisza” został zaprzysiężony na dowódcę w kwietniu 1943 roku w wieku zaledwie 16 lat. Tuż po wojnie wybudowano drewnianą kaplicę ku czci harcerzy poległych w II wojnie światowej. W 1962 r. kaplica została placówką parafialną pw. Przemienienia Pańskiego. W latach 1977–1980 wzniesiono nowy kościół wg proj. Antoniego Potrzebowskiego. Jest to budowla dwupoziomowa; na dole znajdują się sale katechetyczne i świetlica. Kościół konsekrował 23 sierpnia 1980 r. Prymas Stefan Wyszyński.
Osobliwością tutejszej okolicy jest zespół przyrodniczo-krajobrazowy „Wydm Międzyborowskich” – piaszczyste wzniesienia, powstałe w wyniku usypania przez wiatr. Ich powstanie związane jest z końcem epoki lodowcowej (11–12 tys. lat temu), kiedy wywiewane piaski tworzyły formy eoliczne. Wydmy Międzyborowskie osiągające wysokość względną ponad 10 m (szczyt 114,5 m n.p.m.) są ustabilizowane dzięki trwale porastającej roślinności: sosnom, brzozom i dębom z bogatym podszytem. Na terenie wydm znajduje się ścieżka dydaktyczna pokazująca ich najciekawsze fragmenty, m.in. 160-letnią pomnikową sosnę i Krzyż Powstańców 1863 r.

Na stacji warto zwrócić uwagę na drewniany budynek kas biletowych z poczekalnią z l. 1911-13.

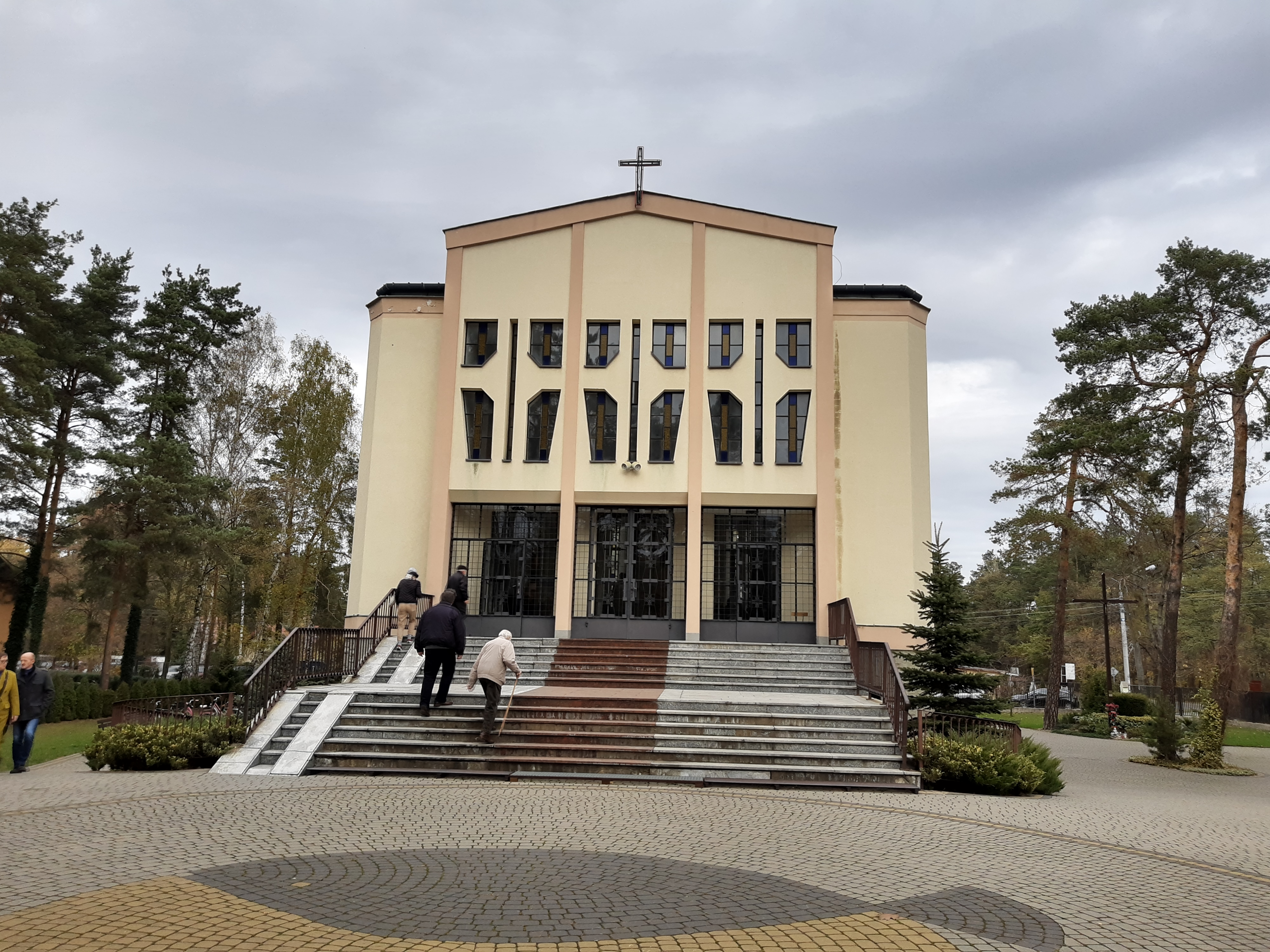
kościół Przemienienia Pańskiego

### Szlaki piesze
- Radziejowice-rez. Dąbrowa Radziejowska-Międzyborów
- Po wydmach poprowadzona jest ścieżka przyrodniczo-historyczna Wydmy Międzyborowskie i okolice, oznaczona żółto-zielonymi kwadratami